# IE Business School
IE Business School — международная бизнес-школа, расположенная в Мадриде (Испания). Школа была основана в 1973 как Instituto de Empresa.
В соответствии с Financial Times, IE Business School в 2012 году возглавила европейский рейтинг из 80 бизнес-школ. IE имеет аккредитацию от EQUIS (выдается организацией EFMD), AMBA и AACSB. Школа также является первым европейским учебным заведением, вступившим в клуб Beta Gamma Sigma.
В 2007 году IE приобрела 80 % акций Университета Сеговии, который сейчас известен как IE University.
IE была основана предпринимателями и продолжает поддерживать предпринимательские традиции. Как результат, более 10 % студентов запускают новые проекты после выпуска из школы.

## Структура собственников IE University
IE University находится в собственности и управляется коммерческой организацией Instituto de Empresa S.L., зарегистрированной под номером B82334319 в Мадриде, которая в свою очередь принадлежит компании Azalvaro S.L. Основной акционер и основатель IE — гранд Испании, 10-й маркиз Романы A1zar Diego Alcázar Silvela.

## Кампус
IE Business School находится в деловом центре Мадрида. Большинство зданий школы располагается на улице Marina de Molina, между станциями метро Gregorio Marañón и Avenida de America. В 2012 году IE выделила отдельностоящее семиэтажное здание под программы MBA по адресу c/ Maria de Molina, 31.

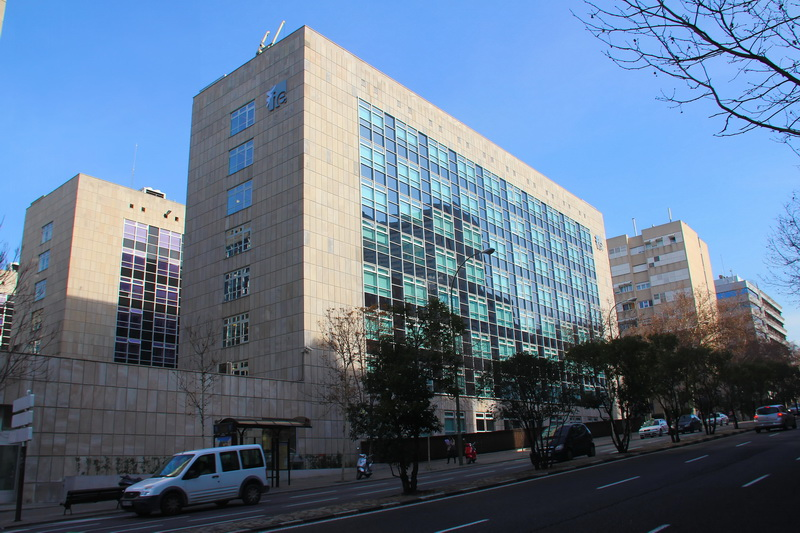
Maria de Molina, 31
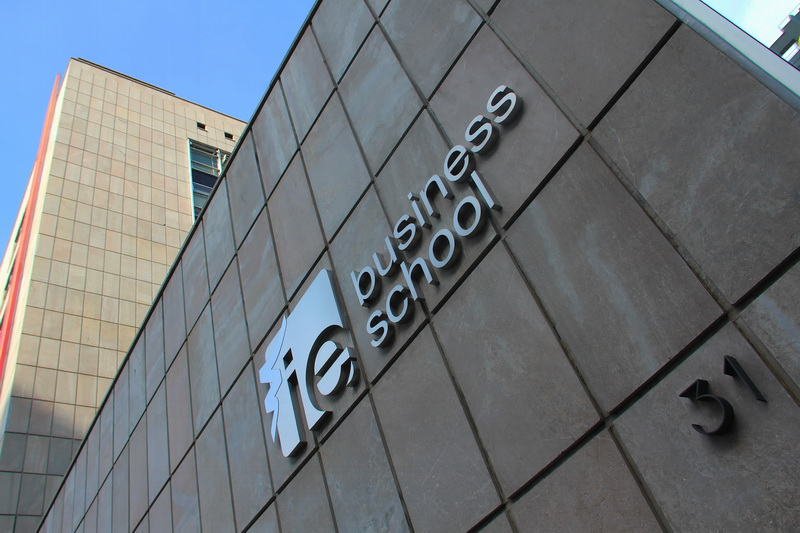
Maria de Molina, 31
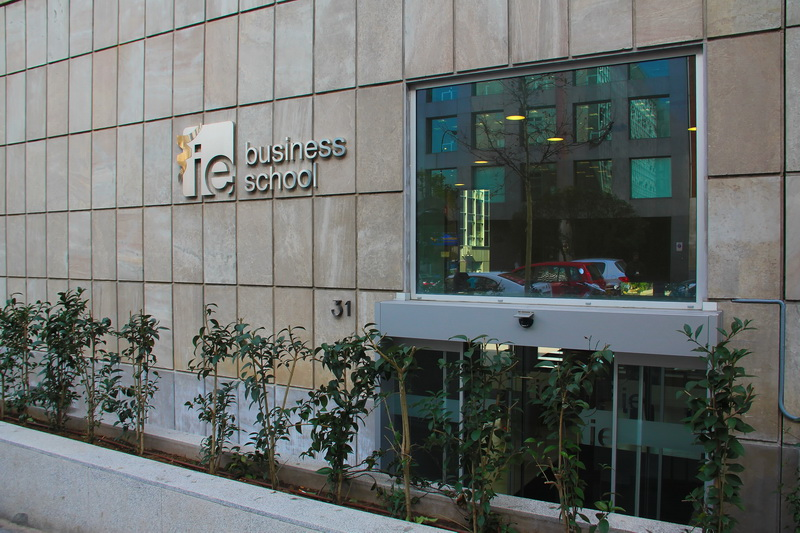
Maria de Molina, 31
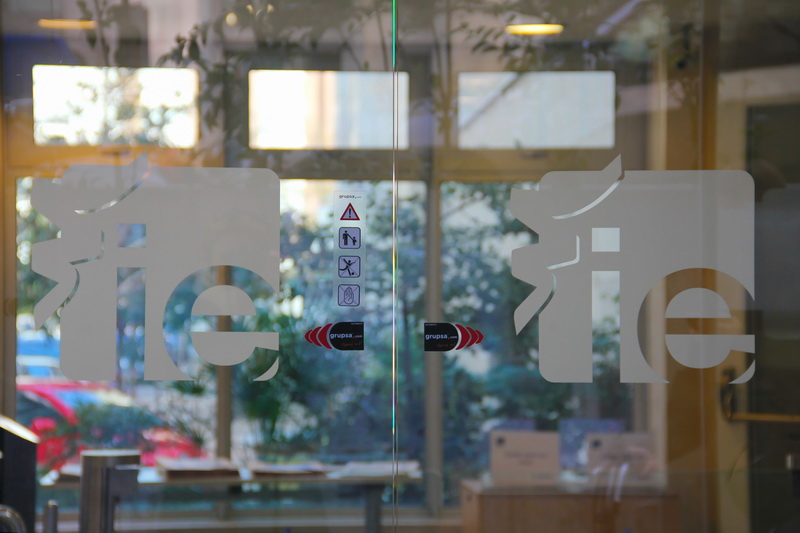
Maria de Molina, 31
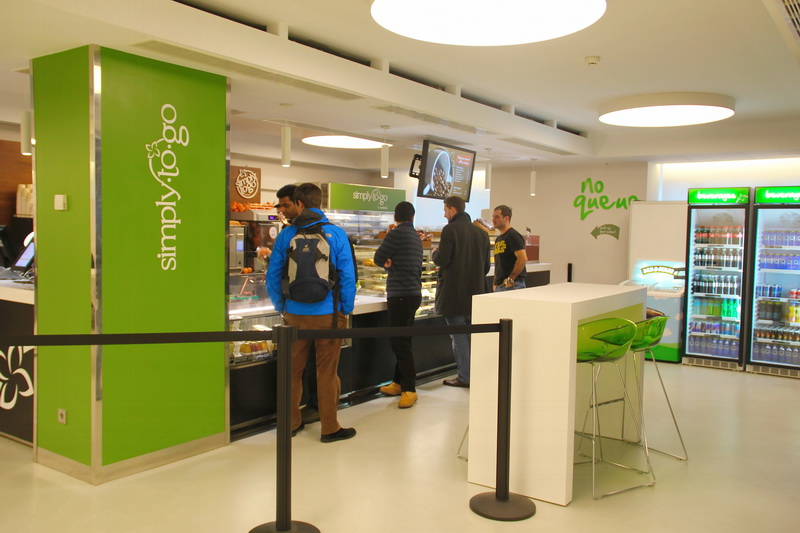
Cafeteria at Maria de Molina, 31
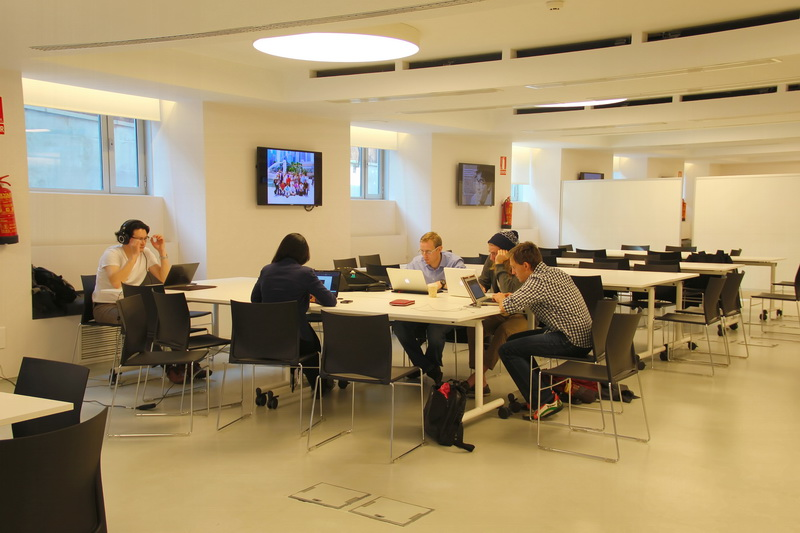
Launch pad at Maria de Molina, 31
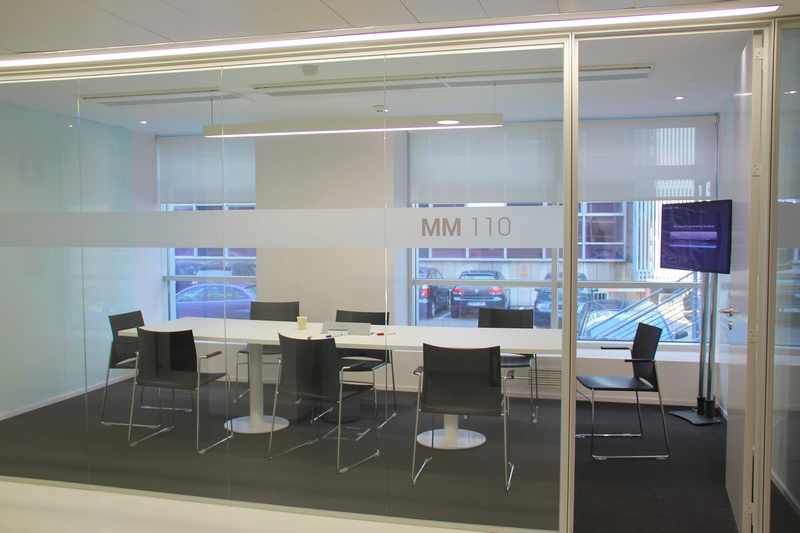
Study room at Maria de Molina, 31
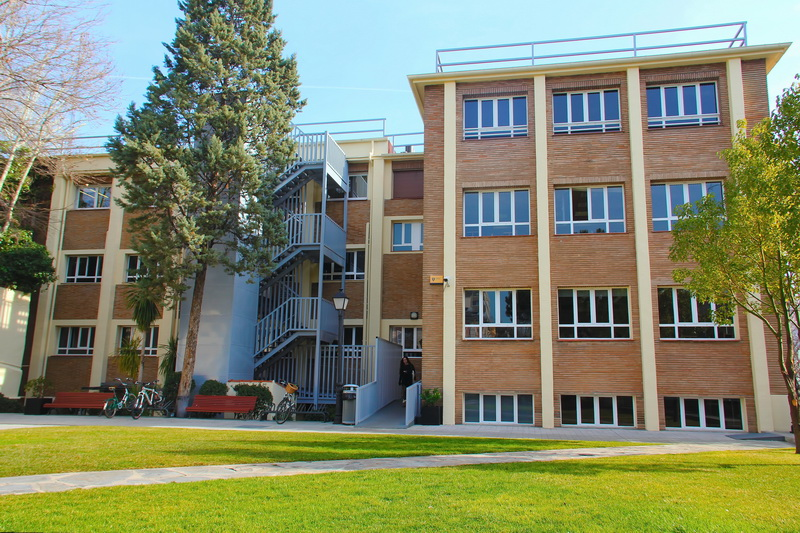
Library at Castellon de la Plana, 8
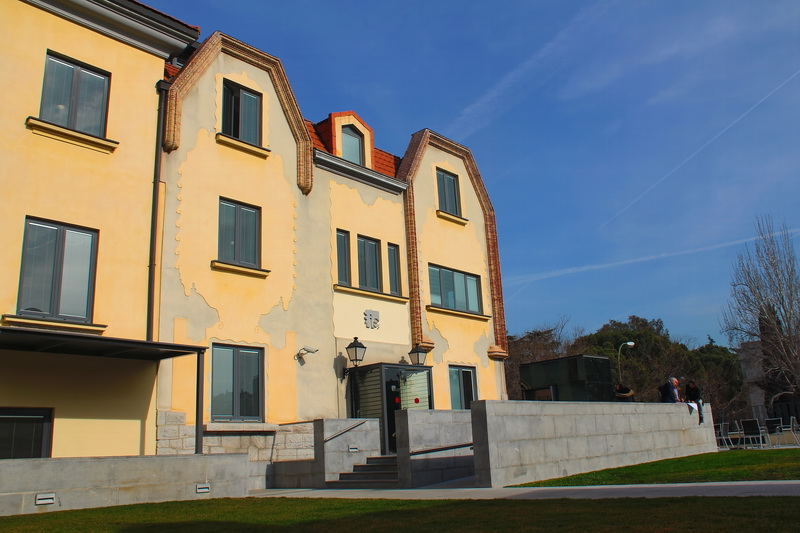
Serrano, 99
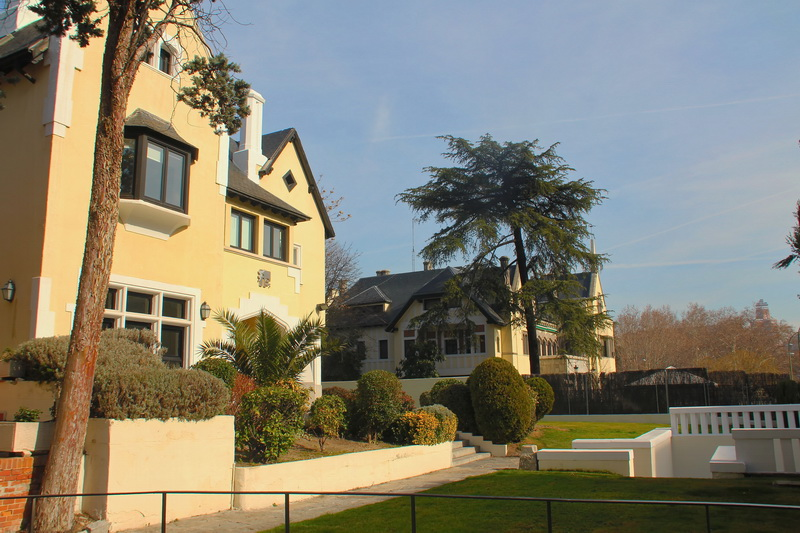
Maria de Molina, 15
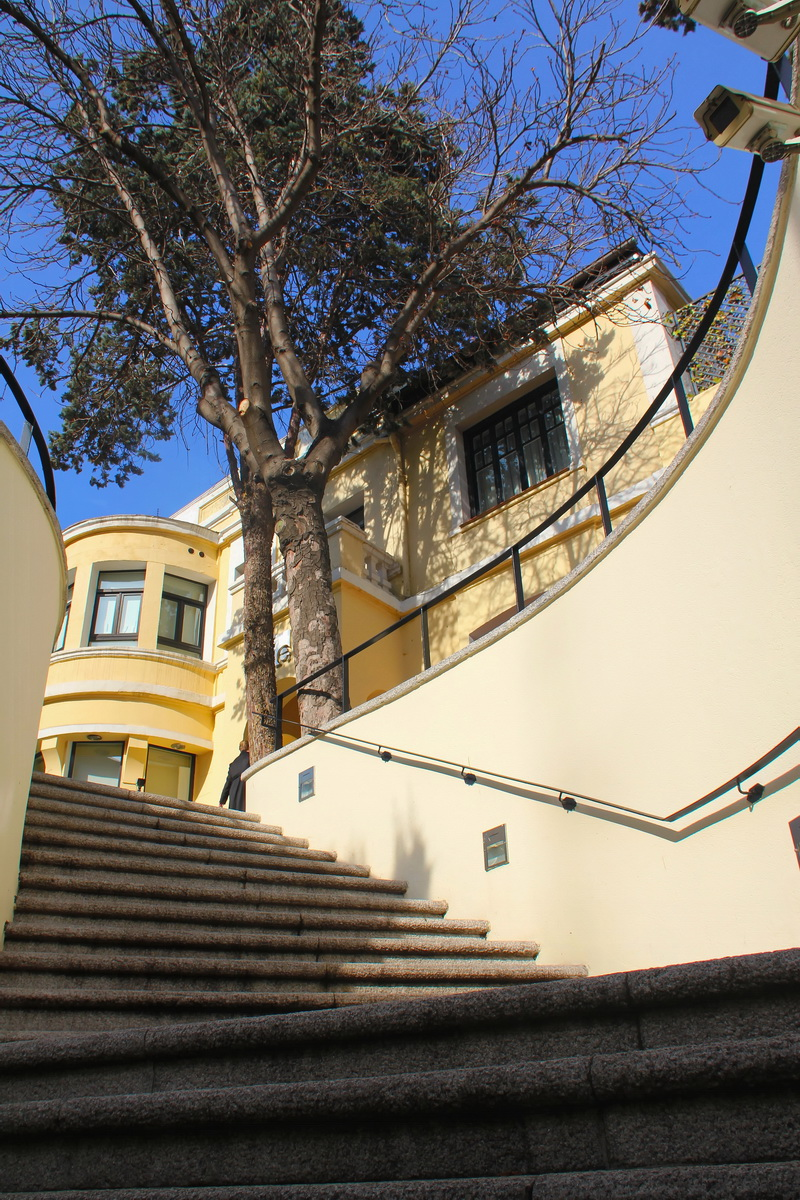
Maria de Molina, 13

## Full-time MBA
Программа MBA длится 13 месяцев с ноября по декабрь или c марта по апрель. Обучение возможно на английском и испанском языках. В классе 2011 года 89 % иностранных студентов из 72 стран. Средний возраст 29 лет, опыт работы 5 лет. Самые крупные компании-работодатели: McKinsey & Company (14 %), Johnson & Johnson (9 %), Grupo Telefonica (9 %), Accenture (9 %).

## Masters in Finance and Advanced Finance
IE Business School предлагает разные программы по финансам для студентов с опытом и без опыта работы. IE Master in Finance является одной из наиболее престижных финансовых программ для студентов без опыта работы, занимая вторую позицию в мировом рейтинге Financial Times 2012 года. Средний балл GMAT поступающих на программу 690 баллов.

## Рейтинги
| Издание                | Программа                   | Рейтинг                   | Дата          |
| ---------------------- | --------------------------- | ------------------------- | ------------- |
| Financial Times        | MBA                         | 7-я в Европе, 20-я в мире | Февраль 2024  |
| Financial Times        | Executive MBA               | 6-я в мире                | Октябрь 2023  |
| Financial Times        | Master in Finance           | 7-я в мире                | Июнь 2023     |
| Financial Times        | Europenean Business Schools | 8-я в Европе              | Декабрь 2023  |
| Bloomberg Businessweek | Best B-Schools              | 6-я в Европе, 25-я в мире | Сентябрь 2023 |

В 2018 году IE Business School была исключена из рейтинга Financial Times из-за нарушений в проведении рейтинговых опросов.